# اشتارتسینگ
اشتارتسینگ (به آلمانی: Stratzing) یک منطقهٔ مسکونی در اتریش است که در ناحیه کرمس-لاند واقع شده‌است. اشتارتسینگ ۷۹۷ نفر جمعیت دارد.